# Alexander Lipin
Alexander Gennadjewitsch Lipin (kasachisch Александр Геннадьевич Липин; * 19. Dezember 1985 in Ust-Kamenogorsk, Kasachische SSR) ist ein ehemaliger kasachischer Eishockeyspieler, der zuletzt bis 2019 beim HK Ertis Pawlodar in der kasachischen Liga spielte.

## Karriere
Alexander Lipin, begann seine Karriere bei Kaszink-Torpedo Ust-Kamenogorsk in seiner Geburtsstadt, für den er 2003 in der kasachischen Meisterschaft debütierte. Später wurde er in der russischen Wysschaja Liga, der zweithöchsten Spielklasse des Landes, eingesetzt, nahm aber auch weiterhin mit Kaszink-Torpedo an den Spielen um die kasachische Meisterschaft teil, die er 2004, 2005 und 2007 gewinnen konnte. Zudem gewann er mit der Mannschaft 2004 und 2007 den kasachischen Pokalwettbewerb. 2010 wechselte zum HK Ertis Pawlodar, bei dem er seither auf dem Eis steht. Mit Ertis konnte er 2013, 2014 und 2015 erneut die kasachische Landesmeisterschaft und 2014 auch den Pokalwettbewerb erringen. Nach einem kurzen Zwischenspiel bei Kulager Petropawl spielte er seit November 2015 bei Barys Astana in der Kontinentalen Hockey-Liga. 2019 kehrte er zu Ertis Pawlodar zurück, wo er 2020 seine Karriere beendete.

### International
Für Kasachstan nahm Lipin im Juniorenbereich an der U18-Weltmeisterschaft der Division I 2003 und der U20-Weltmeisterschaft der Division I 2005 teil. Im Seniorenbereich wurde er erst zehn Jahre später bei der Weltmeisterschaft der Division I 2015 in der Auswahlmannschaft eingesetzt, als er mit den Kasachen in die Top-Division aufstieg. Dort kann er sich dann bei der Weltmeisterschaft 2016 mit seinem Team aber nicht halten. So spielte er 2017} erneut in der Division I. Zudem vertrat er seine Farben bei der Olympiaqualifikation für die Winterspiele 2018 in Pyeongchang. Zudem nahm er mit der kasachischen Studentenauswahl, deren Kapitän er war, an der Winter-Universiade 2013 im italienischen Trentino teil und gewann dort die Silbermedaille.

## Erfolge und Auszeichnungen
- 2004 Kasachischer Meister und Pokalsieger mit Kaszink-Torpedo Ust-Kamenogorsk
- 2005 Kasachischer Meister mit Kaszink-Torpedo Ust-Kamenogorsk
- 2007 Kasachischer Meister und Pokalsieger mit Kaszink-Torpedo Ust-Kamenogorsk
- 2013 Kasachischer Meister mit dem HK Ertis Pawlodar
- 2013 Silbermedaille bei der Winter-Universiade
- 2014 Kasachischer Meister und Pokalsieger mit dem HK Ertis Pawlodar
- 2015 Kasachischer Meister mit dem HK Ertis Pawlodar
- 2015 Aufstieg in die Top-Division bei der Weltmeisterschaft der Division I, Gruppe A